# إدوارد ديكسون
إدوارد ديكسون هو سياسي كندي، ولد في 1854، وتوفي في 1903.